# Ferme ornée

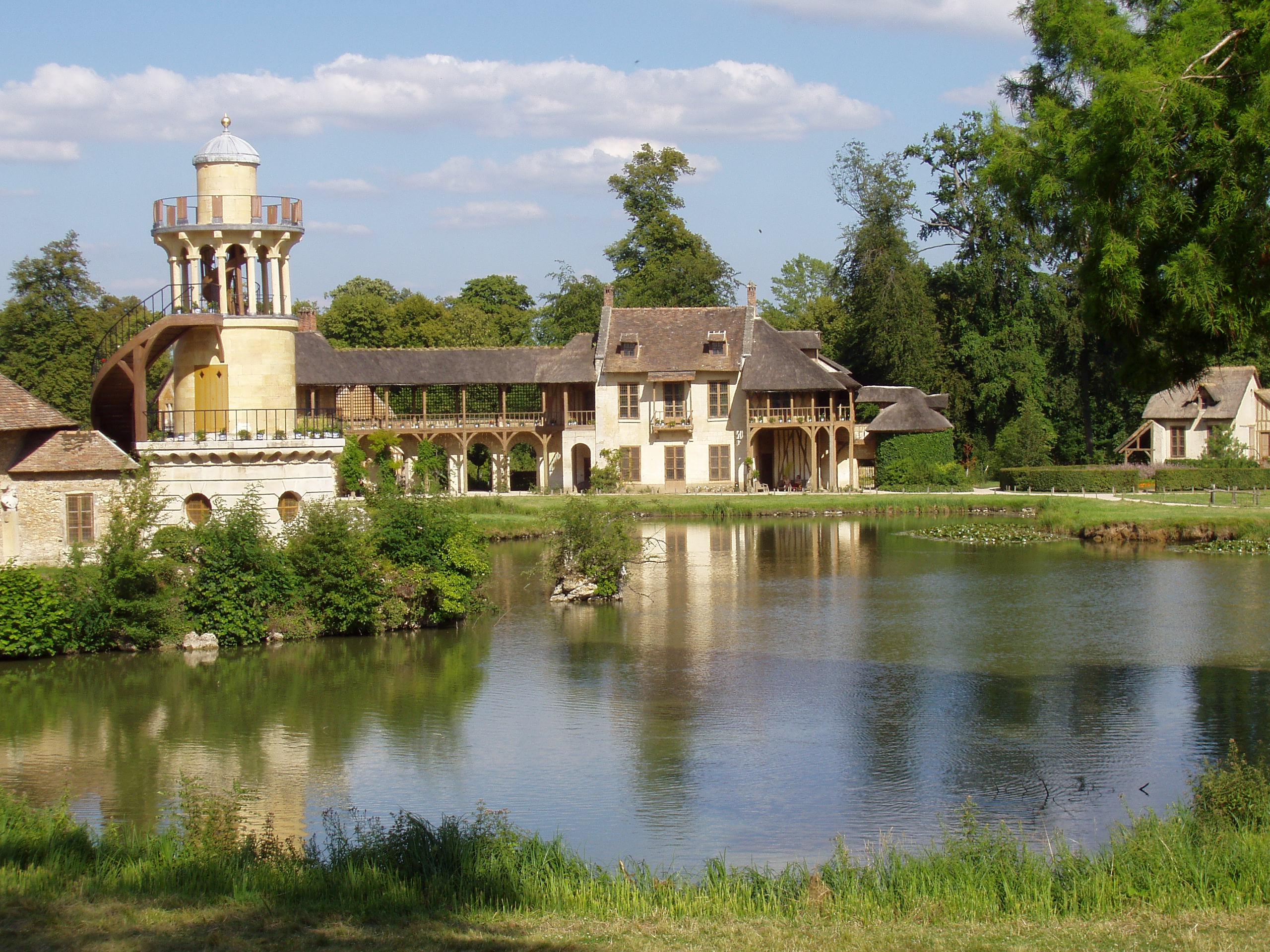
Ferme ornée ve Versailles.

Ferme ornée je zemědělský statek, včetně výsadeb na pozemcích, zvířat ve stájích, využívaný jako ozdobný prvek. Někdy je používán název ozdobný statek, nebo okrasný statek, avšak zřídka, adekvátně k použití objektu. Myšlenka ferme ornée je připisována většinou filosofovi a básníkovi, významné postavě v období formování stylu anglického parku W. Shenstonemu pro jeho proslavené Leasowes, ale jindy i S. Switzerovi.

## Historie
Termín „ferme ornée“ pochází od Stephena Switzera, který jej údajně jako první použil jako slovo pro ozdobné hospodářství. V díle The Nobleman, Gentleman and Gardener's Recreation (1715) popisuje pozemek upravený jednak podle estetických zásad a částečně pro účely zemědělství. Během osmnáctého století bylo původním ferme ornée Woburnské hospodářství (Woburn Farm), jehož majitelem byl Philip Southcote, který nemovitost zakoupil v roce 1734. Zahrada Williama Shenstonea u Leasowes byla též upravena jako ferme ornée. Marie Antoinetta si později např. ve Versailleských zahradách jako ferme ornée dala upravit le Petit hameau, založené v letech 1783-87, ale byla mnohem spíše upravena jen pro radost než pro výrobu potravin. Dessau-Wörlitz Garden Realm je uváděno jako největší ferme ornée v 18. století v Evropě. Jako nejkompletnější ukázka ferme ornée přežívající do dnešních dob je uváděno Larchill u Kilcock v Irsku.

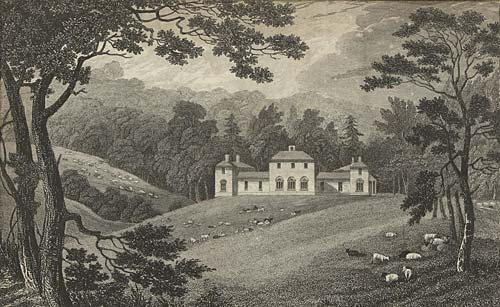
Místo oslavované ferme ornée - The Leasowes

Stephen Switzer (1682-1745), šlechtic, spisovatel a zálibou i zahradník, popisuje praktický význam ferme ornée jako „smísení užitečné a ziskové části zahrady s příjemným“. Tvrdí, že zemědělské statky mohou být ziskové a přinášet i potěšení, což se spolu může příjemně mísit. Jeho angličtí čtenáři mohou vystopovat, ve srovnávání užitečného a příjemného, klasický pohled na dvojí cíl poezie, zděděný od Horaceho - „poučení a potěšení“.
William Shenstone (1714 – 1763) prosazoval tzv. „ornamented farm“, okrasný statek, který také nazýval „ferme ornée“. Pole, louky, stromořadí a rybníky se podílejí na estetickém díle. Výsledkem je záměrně kultivovaná krajina sloužící jak ozdobným, tak hospodářským cílům. Okrasný statek je podle některých zdrojů podnětem i pro dnešní krajinotvorbu.

### Humphry Repton
Jeden z nejvýznamnějších architektů anglického parku, H.Repton, si dovolil kritizovat ve svém díle ferme ornée, které založil a udržoval Shenstone, nejen jako dílo, ale i jako nesmysl a nevkus, za což jej důrazně odsoudilo mnoho z jeho nejvýznamnějších současníků.
„…Shenstone, …si byl vědom, že …slovo "Hospodářství" by nezprostředkovala představu, kterou se pokusil uskutečnit v scenérii Leasowes. Svého času tolik oslavované místo, sestávalo z četných krásných malých polí, spojených navzájem chodníky a bránami, ale netvořících, na rozdíl od hospodářství, předmětu zisku. Nikdy jsem neprocházel skrze tyto pozemky bez nářku, nejen nad nesprávným použitím dobrého vkusu, ale nad neustálým zklamáním, které laskavý Shenstone musí cítit při pokusech spojit dva objekty tak neslučitelné, jako je ozdoba a zisk. Namísto obklopení svého domu takovým množstvím ozdobného trávníku nebo parku , které by příslušelo velikosti sídla, nebo rozsahu majetku, jeho vkus, spíše než jeho ambice, jej vedly k tomu, aby ozdobil celý svůj majetek tímto způsobem, marně doufajíc, že by mohl udržet všechny výhody hospodářství, v kombinaci se scenérií parku. Takže žil s ustavičným pokořením, v zklamaných nadějích, a s citem pro vybraný vkus, vnímajíce stejně posměšky velmožů nádheře jeho pokusu, i výsměch sedláků, z nesprávného použití zděděné půdy.“
„…Jsem si vědom že, v ovzduší současného pobláznění pro zemědělství, je nepopulární tvrdit, že hospodářství a park nesmí být spojeny. Ale po různém úsilí smísit obojí, bez násilí proti dobrému vkusu, jsem přesvědčen, že jsou a musí být odlišné objekty, a neměly by nikdy být společně v stejném bodu pohledu.“
„…Ovšem nemohu podpořit to, aby její pestré barvy a příslušenství zemědělského statku rušily klid parkové scenérie.… …Ačkoliv nejsem zhýčkaný oponent odsuzující snahu, když nemůže přesvědčit soud, že bez překročení dobrému vkusu si nemůže představit kravín a chlívek (ty užitečné zemědělské stavby) v koutě přijímacího pokoje nebo prostoru salónu.“

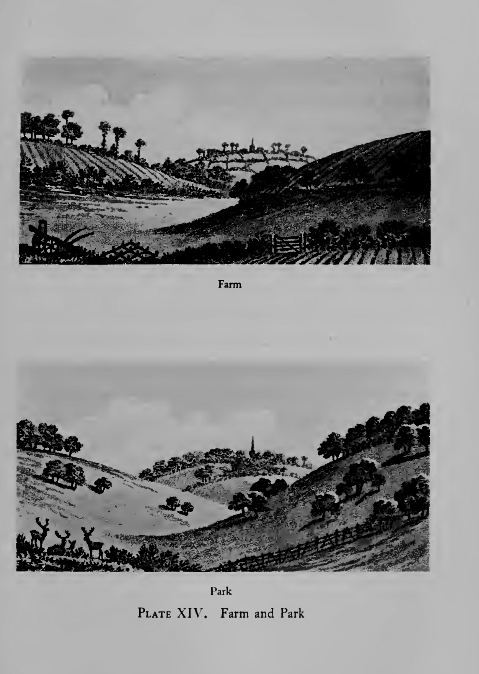
Rozdílnost architektury hospodářství a parku

„Dokud krása parku a zisk hospodářství jsou nespojitelné, je úkolem vkusu a rozumu, aby zastřel to druhé a omezit první, aby bylo možné parkovou scenérii vytvořit bez množství extravagantního odpadu. Popírám ovšem veškerou představu vytváření toho, co je nejkrásnější také nejvýnosnějším. Zorané pole a pole trávy jsou tak odlišné objekty, jako květinová zahrada a bramborové záhony. Rozdíl mezi hospodářstvím a parkem spočívá nejen v počtu plotů a rozdělení, ale také v spravování linií, kterými by ploty navzájem měly být vedeny.…“

### Frederick Law Olmsted
O mnoho let později jdouce v jeho stopách, další veliká osobnost, jeden z nejvýznamnějších amerických krajinářských architektů Frederick Law Olmsted došel ke stejnému názoru.

## Ferme ornée ve 20. století
Frank Albert Waugh, americký krajinářský architekt, v knize Book of Landscape Gardening v roce 1922 píše o hospodářském dvoře (ferme ornée), „kde jsou často prováděny dobré pokusy v ozdobném zahradničení, je též předpokládán řádný ohled na čistotu, trakař by neměl být zanechán postavený před domem týden nepoužitý, kurníky, psí boudy, brusky a další zemědělské výbava by měla být za hlavním obytným domem, nebo přinejmenším uložena mimo trávník. Na nějakých pozemcích se více nebo méně smetí se v omezeném množství nezbytně hromadí, a to se může včas shromažďovat, aby nebyl zničen, tak velmi pracně vytvořený efekt jednoty, různorodosti, charakteru a vhodnosti.“

## Okrasný statek Veltrusy
Veltruský zámek nechal vystavět jako své reprezentační sídlo Václav Antonín Chotek. Jan Rudolf Chotek nechal zbudovat moderní anglický park podle teoretických východisek Ch. L. Hirschfelda a upravit 100 hektarů polí, pastvin a sadů, které byly základem koncepce tzv. okrasného statku, jakožto nejdokonalejší krajinářské úpravy, která poskytuje nejen potěšení, ale i užitek. Součástí okrasné koncepce se tak stala i lidská práce, stáda hospodářských zvířat, snopy obilí nebo třeba seno svážené na žebřiňácích.